# Francisco José Lima Aragão
Francisco José Lima Aragão (Brasília, 7 de novembro de 1964) é um agrônomo, pesquisador e professor universitário brasileiro. 
Comendador da Ordem Nacional do Mérito Científico e membro titular da Academia Brasileira de Ciências (2015), é pesquisador da Embrapa na área de Recursos Genéticos e Biotecnologia, sendo o chefe do Laboratório de Engenharia Genética Aplicada à Agricultura Tropical. É professor colaborador da Universidade de Brasília, orientando nos programas de pós-graduação em Biologia Molecular (mestrado e doutorado) e em Biotecnologia e Diversidade (doutorado). 

## Biografia
Francisco nasceu em Brasília, em 1964. Ingressou em 1985 no curso de Engenharia Agronômica da Universidade de Brasília, onde se graduou em 1990. Em 1991, fez especialização em biologia celular pela Universidade Cornell. Em 1996 defendeu seu doutorado em Biologia Molecular, pela Universidade de Brasília. Em 2000, fez um curso de especialização em biossegurança pelo International Centre for Genetic Engineering and Biotechnology (ICGEB), na Itália.
Francisco foi pioneiro na geração das primeiras plantas transgênicas no Brasil. É pesquisador e professor da Embrapa, onde chefia o Laboratório de Engenharia Genética Aplicada à Agricultura Tropical. Tem vários processos de produção de transgênicos patenteados, bem como linhagens-elite de plantas transgênicas introduzidas em programas de melhoramento e aprovadas para comercialização, como soja tolerante a herbicida e feijoeiro resistente ao vírus do mosaico dourado.
Foi membro da Comissão Técnica Nacional de Biossegurança (CTNBio), vinculado ao governo federal.